# Preston (Nebraska)
Pour les articles homonymes, voir Preston.
Preston est un village du comté de Richardson, dans l'État du Nebraska, aux États-Unis. En 2020, il comptait une population de 19 habitants.